# Tsarabaria
Tsarabaria est une commune rurale de Madagascar, située dans le district de Vohemar, dans la partie centre-est de la région Sava.